# William Wentworth (2e comte de Strafford, 1722-1791)
Pour les articles homonymes, voir William Wentworth et Wentworth.
William Wentworth, 2e comte de Strafford (17 mars 1722 - 10 mars 1791), titré vicomte Wentworth jusqu'en 1739, est un pair et membre de la Chambre des lords de Grande-Bretagne.

## Biographie

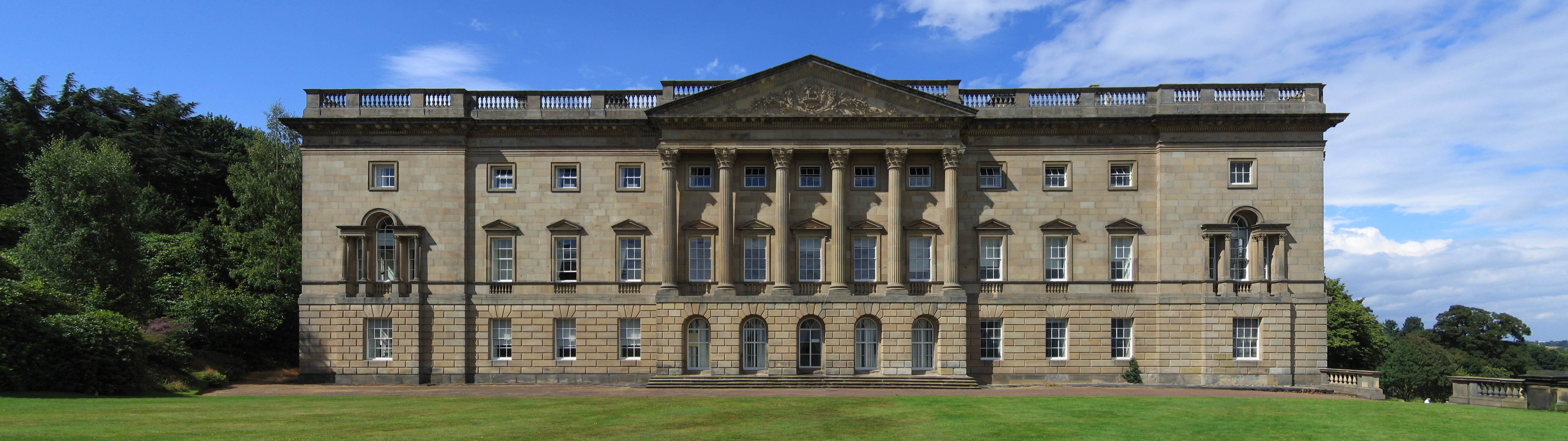
Château de Wentworth, près de Barnsley dans le Yorkshire

Il est le fils unique de Thomas Wentworth (1er comte de Strafford). Son arrière-grand-père paternel est William Wentworth d'Ashby Puerorum, un frère cadet de Thomas Wentworth, premier comte de Strafford de la première création. Son père est un cousin de William Wentworth (2e comte de Strafford), décédé sans enfant. À sa mort en 1695, il devient le troisième baron de Raby. Cependant, la fortune de Strafford, avec la grande maison jacobéenne de Wentworth Woodhouse, est allée chez un neveu du deuxième comte. Sa mère est Anne Johnson, fille du riche homme politique et armateur Henry Johnson (1661-1719) et de sa première épouse Anne Smithson. Bien que sa mère ait apporté une fortune à son père, il est généralement convenu que le mariage a été très heureux.
Le titre de comte de Strafford est créé pour la troisième fois en 1711 pour le père de Strafford. Il lui est donc attribué à la mort de son père en 1739. Il est également le 2e duc de Strafford dans la pairie jacobite. Il joue un rôle moins politique que son père, bien qu'il ait été nommé lieutenant adjoint de la West Riding of Yorkshire le 4 août 1757.

## Constructeur

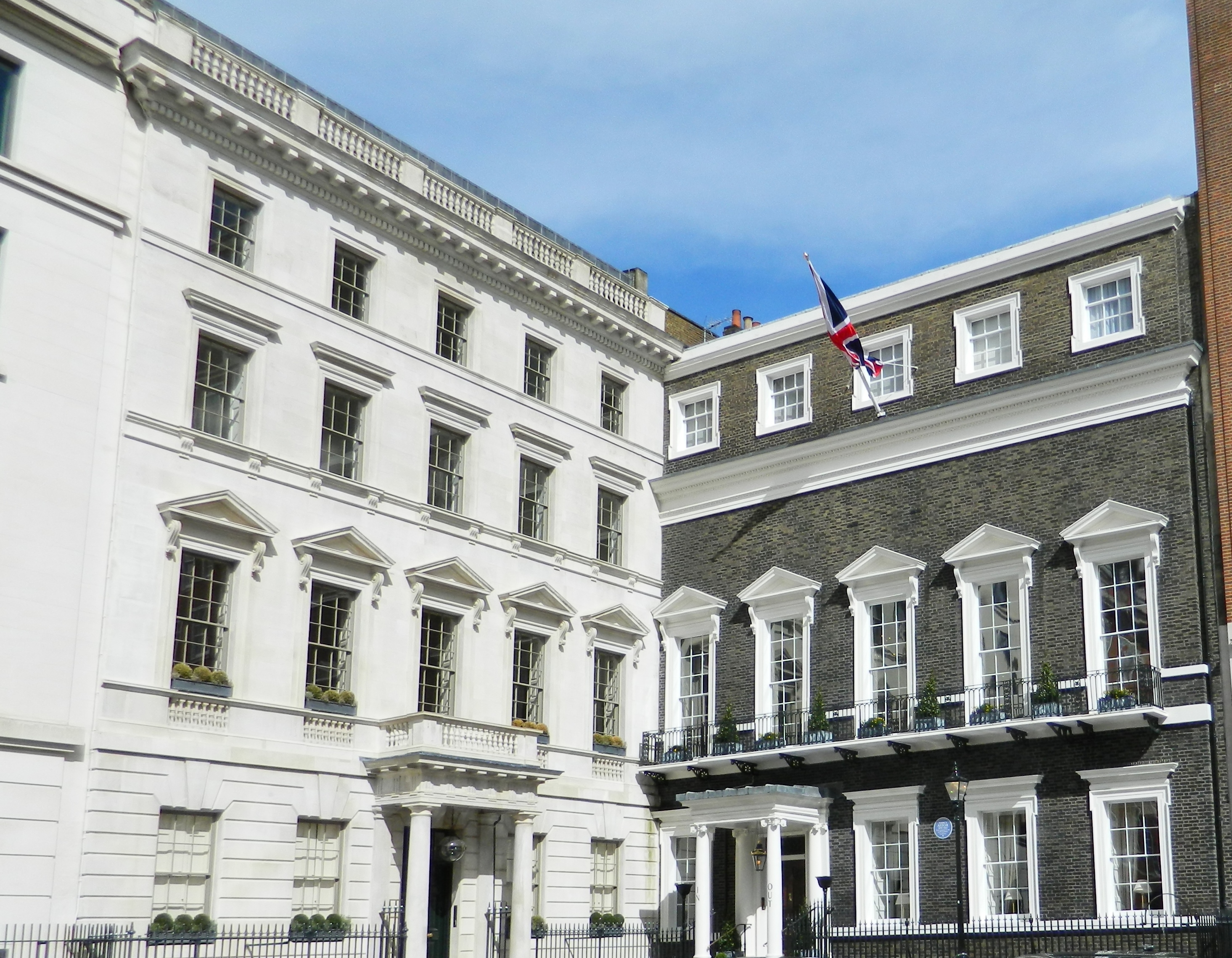
À gauche: Wentworth House, 5, St James's Square, Londres, maison de ville construite entre 1748 et 1715 par le 2e comte selon les plans de Matthew Brettingham The Elder

Il ajoute une aile néo-palladienne à Wentworth Castle, sa maison de campagne située dans le Yorkshire, un projet commencé en 1759 et achevé en 1764. En tant que concepteur principal, il obtient une entrée dans le Dictionnaire biographique des architectes britanniques de Colvin,,. Horace Walpole, un ami de Strafford, a décrit ce front sud le 2 août 1770 comme montrant "le goût le plus parfait en architecture" 
Entre 1748 et 1741, il construit également comme maison de ville, Wentworth House, 5, St James's Square, à Londres, sur les plans de Matthew Brettingham l'aîné . Cette résidence londonienne est restée la propriété de ses descendants jusqu'en 1968, et en 1984 le site est occupé par le « Bureau des peuples libyen » où a eu lieu le Meurtre d'Yvonne Fletcher.

## Mariage

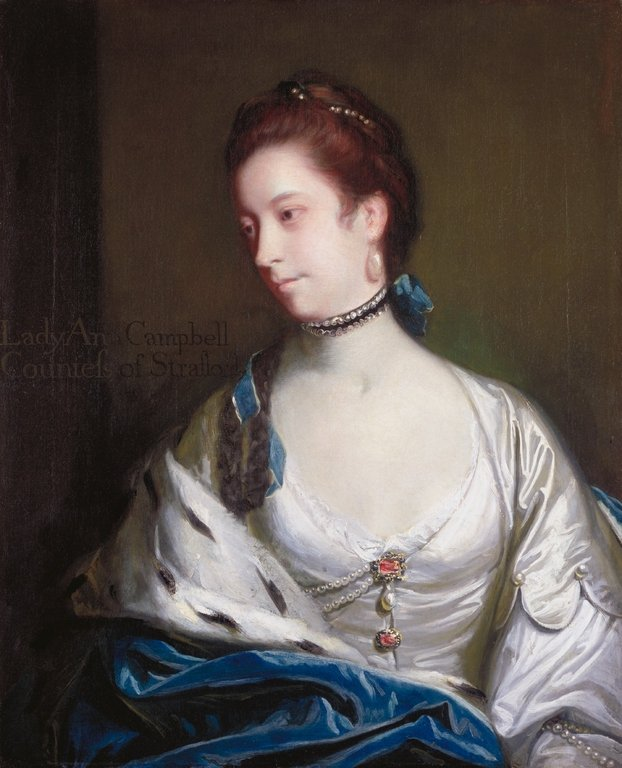
Anne, comtesse de Strafford, par Joshua Reynolds (Minneapolis Institute of Arts)

En 1741, il épouse Anne Campbell (née vers 1715, décédée en 1785), la deuxième des cinq filles de John Campbell (2e duc d'Argyll). Les deux font partie d'un ensemble social fréquentant Horace Walpole, qui considère la comtesse comme une "vaste beauté" et l'immortalise dans un poème publié en 1765.
Lorsque Strafford devient veuf en 1785, les rumeurs associent rapidement son nom à celui de Louisa Stuart (1757–1851). Cependant, Stuart considère Strafford simplement comme un oncle âgé et non comme un prétendant, et pour sa part, il ne fait rien pour promouvoir une telle union.
Strafford est mort sans descendance en 1791. Il est remplacé par le fils de son cousin germain, Frederick Wentworth (3e comte de Strafford).